# Mirosław Paciuszkiewicz
Mirosław Paciuszkiewicz (ur. 8 sierpnia 1931 w Kłódce, zm. 3 września 2010 w Warszawie) – polski kapłan katolicki, jezuita, duszpasterz osób żyjących w związkach niesakramentalnych i rozwiedzionych samotnych, moderator Stowarzyszenia Przymierze Rodzin w Archidiecezji Warszawskiej i Parafii św. Andrzeja Boboli w Warszawie; doktor teologii w dziedzinie homiletyki, magister filologii polskiej w zakresie historii teatru.

## Życiorys
Urodzony 8 sierpnia 1931 w Kłódce koło Grudziądza, w rodzinie rzemieślniczej. Lata młodości spędził w Rościszewie. Ukończył Wyższe Seminarium Duchowne w Płocku (1948–1953), magisterskie studia polonistyczne na Katolickim Uniwersytecie Lubelskim (1953–1957), a także na KUL-u studia teologiczne, zakończone licencjatem z teologii dogmatycznej (1957–1960). W 1973 obronił doktorat z teologii w zakresie homiletyki na Akademii Teologii Katolickiej w Warszawie. Święcenia kapłańskie przyjął z rąk biskupa Tadeusza Zakrzewskiego 8 sierpnia 1954 w Płocku. Pierwszego września 1971, po 17 latach kapłaństwa diecezjalnego, wstąpił do Zakonu Jezuitów w Kaliszu. Śluby wieczyste złożył 25 marca 1982 w Warszawie.

### Kalendarium służby w Kościele
- 1960–1963 – inspektor (wychowawca) w Niższym Seminarium Duchownym w Płocku, nauczyciel języka polskiego i religii,
- 1963–1971 – rektor kościoła św. Jana Chrzciciela w Płocku, duszpasterz akademicki w ośrodku św. Jana Chrzciciela, z poleceniem organizowania duszpasterstwa akademickiego w Diecezji Płockiej, ponadto duszpasterz pracowników Petrochemii, wykładowca homiletyki i literatury w Wyższym Seminarium Duchownym w Płocku,
- 1971–1973 – nowicjat w Towarzystwie Jezusowym w Kaliszu,
- 1973–1978 – kapłan zakonny, duszpasterz akademicki w Lublinie na KUL,
- 1978–1980 – przełożony wspólnoty jezuickiej i duszpasterz akademicki, odpowiedzialny za Duszpasterstwo Akademickie w głównym ośrodku w Lublinie,
- 1973–1995 – wykładowca homiletyki na Wydziale Teologicznym Towarzystwa Jezusowego „Bobolanum” w Warszawie,
- 1981–1986 – redaktor miesięcznika „Przegląd Powszechny”,
- 1986–1995 – proboszcz Parafii św. Andrzeja Boboli w Warszawie,
- 1986–2009 – moderator Stowarzyszenia Przymierze Rodzin,
- 1992–1999 – głoszenie homilii podczas mszy świętych radiowych w bazylice Świętego Krzyża w Warszawie,
- 1987–2010 – duszpasterz osób żyjących w związkach niesakramentalnych i rozwiedzionych samotnych[3].

Został pochowany w grobowcu Zgromadzenia Jezuitów na cmentarzu Powązkowskim w Warszawie (kwatera 215-5/6-1/2).

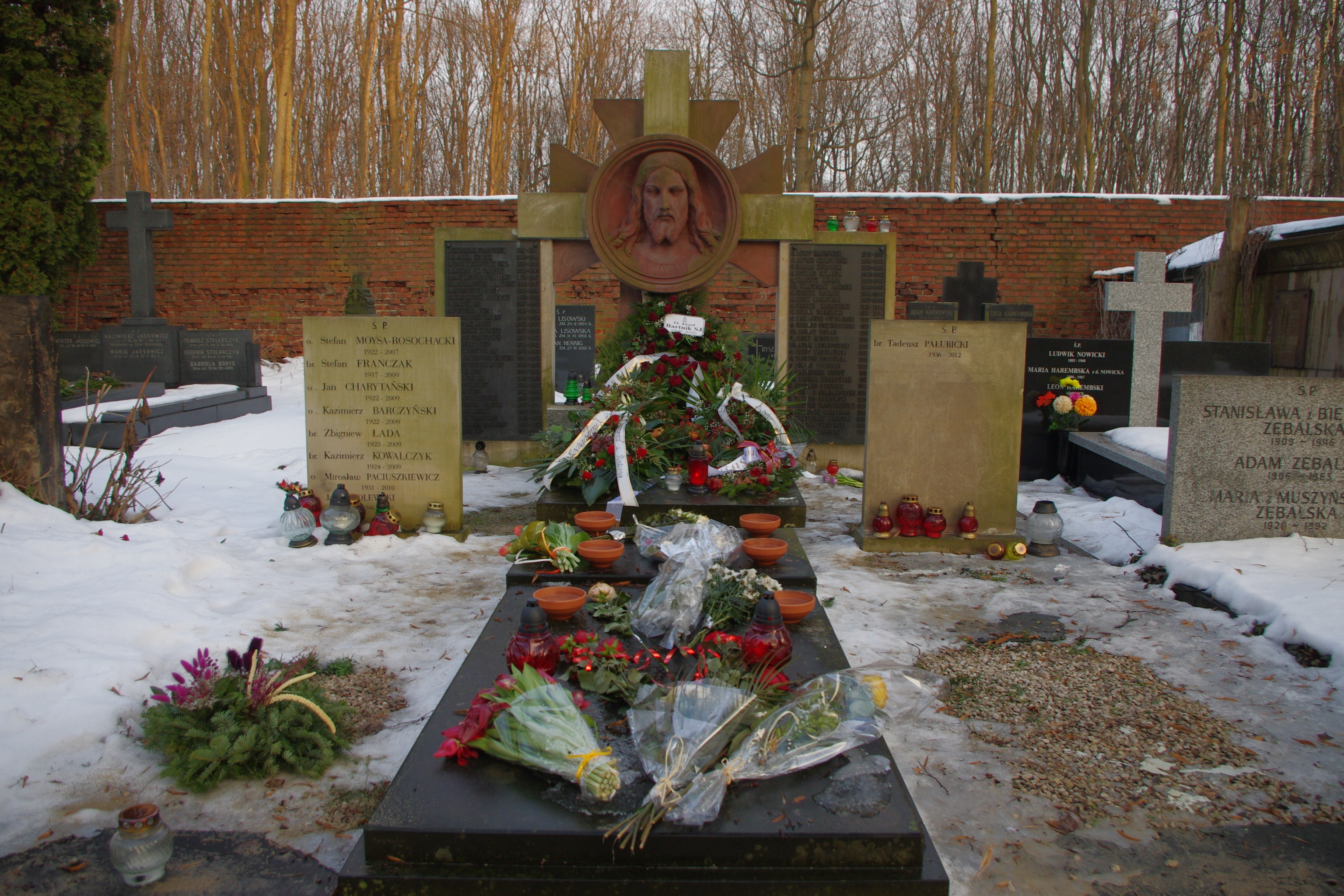
Grobowiec Zgromadzenia Jezuitów na cmentarzu Powązkowskim w Warszawie

## Publikacje
Był autorem ponad dwustu artykułów w różnych czasopismach, m.in.: „Pastores”, „Przegląd Powszechny”, „Życie duchowe” oraz publikacji książkowych:
- Pod patronatem św. Andrzeja Boboli. Informator duszpasterski, Oficyna Przeglądu Powszechnego, Warszawa 1989
- Tęsknota i głód. O ludziach żyjących w związkach niesakramentalnych, Oficyna „Przeglądu Powszechnego”, Warszawa 1993
- Jesteście w Kościele. Rozważania rekolekcyjne dla osób żyjących w związkach niesakramentalnych oraz relacje z rozmów po rekolekcjach, Wydawnictwo Sióstr Loretanek, Warszawa 1993
- Będę jej głównym patronem. O świętym Andrzeju Boboli, WAM, Kraków 1995
- Kocha mimo wszystko. Kolejne rozważania rekolekcyjne dla osób żyjących w związkach niesakramentalnych, Wydawnictwo „Stella Maris”, Gdańsk 1996
- Słabość i moc. O ludziach żyjących w związkach niesakramentalnych, Wydawnictwo Apostolicum, Ząbki 1996
- Znów o sobie przypomniał. Św. Andrzej w Strachocinie, Oficyna „Przeglądu Powszechnego”, Warszawa  1996
- Fascynacje duszpasterskie. Wspomnienia, rozważania, Wydawnictwo Apostolicum, Ząbki 1997
- Listy do Ojca Andrzeja, Wydawnictwo Apostolicum, Ząbki 1998
- Życie i dzieje kultu św. Andrzeja Boboli, Wydawnictwo Apostolicum, Ząbki 1998
- Drogi powrotu. O ludziach żyjących w związkach niesakramentalnych, w separacji i rozwiedzionych samotnych, Wydawnictwo Apostolicum, Ząbki 1999
- Andrzej Bobola, WAM, Kraków 2000, 2001, 2002
- Matusia. Zakonnica, malarka, dobry człowiek, Archidiecezjalne Wydawnictwo Łódzkie, Łódź 2001
- Rozmowy, zdarzenia, przełomy. Zapiski duszpasterza osób żyjących w związkach niesakramentalnych, Wydawnictwo Apostolicum, Ząbki 2001
- Katechumenat dawniej i dziś, Wydawnictwo Rhetos, Warszawa 2004
- Moje przygody z literaturą piękną, Wydawnictwo Prodoks, Nowy Sącz 2004
- Gawędnik, Wydawnictwo Rhetos, Warszawa 2009
- Oswajanie śmierci,  Wydawnictwo Rhetos, Warszawa 2010
- Późne natchnienia, [wyd. prywatne], Warszawa 2010
- Drobiazgi pisane prozą, [wyd. prywatne], Warszawa 2011.

Wspólnie z innymi autorami:
- Patron odrodzonej Polski, Jacek Bolewski, Wydawnictwo Apostolicum, Ząbki 1998
- Sanktuarium św. Andrzeja Boboli w Warszawie, Teresa Maria Reklewska,  Wydawnictwo Ornament, Warszawa 1999
- Podręcznik homiletyki. Praktyka przepowiadania Słowa Bożego, Warszawa 1973